# Married To The Music
〈Married To The Music〉는 대한민국의 보이 그룹 샤이니의 노래로, 네 번째 정규 앨범 《Married To The Music》의 타이틀곡이다.